# 細野佳代
細野 佳代（ほその かよ、1964年2月11日 - ）は、株式会社曙の代表取締役。老舗和菓子店「銀座あけぼの」三代目。父は株式会社曙会長の植草三樹男。

## 経歴
- 1964年　東京都生まれ
- 1982年　玉川学園高等部卒業
- 1986年　玉川大学文学部教育学科卒業。株式会社曙に入社。
- 1989年　たまプラーザ店店長就任
- 1991年　企画室に異動
- 1994年　企画室長就任　営業部長を兼務
- 1995年　取締役に就任
- 1997年　株式会社曙　専務（現在）の一美と結婚。
- 2004年　代表取締役社長に就任

| スタブアイコン | サブスタブ | この項目は、まだ閲覧者の調べものの参照としては役立たない、人物に関連した書きかけの項目です。この項目を加筆・訂正などしてくださる協力者を求めています（P:人物伝/PJ:人物伝）。 |